# Palouse (Washington)
Palouse ist eine City im Whitman County im US-Bundesstaat Washington. Das U.S. Census Bureau hat bei der Volkszählung 2020 eine Einwohnerzahl von 1015 ermittelt. Die Palouse ist der Name der landwirtschaftlichen Region, in der die Stadt liegt. Die Stadt wurde 1888 offiziell anerkannt.

## Geschichte
Palouse wurde erstmals 1869 durch William Ewing von Weißen besiedelt. Die Ortslage wurde 1875 von W. P. Breeding begründet.

## Geographie
Nach dem United States Census Bureau nimmt die Stadt eine Gesamtfläche von 2,8 Quadratkilometern ein, worunter keine Wasserflächen sind.

## Demographie

### Census 2000
Nach der Volkszählung von 2000 gab es in Palouse 1.011 Einwohner, 432 Haushalte und 288 Familien. Die Bevölkerungsdichte betrug 364,8 pro km². Es gab 471 Wohneinheiten bei einer mittleren Dichte von 170 pro km².
Die Bevölkerung bestand zu 95,94 % aus Weißen, zu 0,99 % aus Indianern, zu 0,3 % aus Asiaten, zu 0,99 % aus anderen „Rassen“ und zu 1,78 % aus zwei oder mehr „Rassen“. Hispanics oder Latinos „jeglicher Rasse“ bildeten 1,68 % der Bevölkerung.
Von den 432 Haushalten beherbergten 31,5 % Kinder unter 18 Jahren, 53 % wurden von zusammen lebenden verheirateten Paaren, 10,9 % von alleinerziehenden Müttern geführt; 33,3 % waren Nicht-Familien. 28,9 % der Haushalte waren Singles und 10,9 % waren alleinstehende über 65-jährige Personen. Die durchschnittliche Haushaltsgröße betrug 2,34 und die durchschnittliche Familiengröße 2,88 Personen.
Der Median des Alters in der Stadt betrug 38 Jahre. 26,9 % der Einwohner waren unter 18, 5,7 % zwischen 18 und 24, 30,4 % zwischen 25 und 44, 23,9 % zwischen 45 und 64 und 13,1 65 Jahre oder älter. Auf 100 Frauen kamen 94 Männer, bei den über 18-Jährigen waren es 93 Männer auf 100 Frauen.
Alle Angaben zum mittleren Einkommen beziehen sich auf den Median. Das mittlere Haushaltseinkommen betrug 34.583 US$, in den Familien waren es 41.125 US$. Männer hatten ein mittleres Einkommen von 30.804 US$ gegenüber 25.515 US$ bei Frauen. Das Pro-Kopf-Einkommen betrug 15.754 US$. Etwa 8,6 % der Familien und 9,5 % der Gesamtbevölkerung lebte unterhalb der Armutsgrenze; das betraf 9,2 % der unter 18-Jährigen und 18,7 % der über 65-Jährigen.

### Census 2010
Nach der Volkszählung von 2010 gab es in Palouse 998 Einwohner, 429 Haushalte und 291 Familien. Die Bevölkerungsdichte betrug 356,8 pro km². Es gab 474 Wohneinheiten bei einer mittleren Dichte von 169,5 pro km².
Die Bevölkerung bestand zu 94,4 % aus Weißen, zu 1,3 % aus Indianern,
zu 0,9 % aus Asiaten, zu 0,4 % aus anderen „Rassen“ und zu 3 % aus zwei oder mehr „Rassen“. Hispanics oder Latinos „jeglicher Rasse“ bildeten 2,4 % der Bevölkerung.
Von den 429 Haushalten beherbergten 29,4 % Kinder unter 18 Jahren, 57,6 % wurden von zusammen lebenden verheirateten Paaren, 7,2 % von alleinerziehenden Müttern und 3 % von alleinstehenden Vätern geführt; 32,2 % waren Nicht-Familien. 27,5 % der Haushalte waren Singles und 10,3 % waren alleinstehende über 65-jährige Personen. Die durchschnittliche Haushaltsgröße betrug 2,29 und die durchschnittliche Familiengröße 2,79 Personen.
Der Median des Alters in der Stadt betrug 43,8 Jahre. 21,4 % der Einwohner waren unter 18, 4,9 % zwischen 18 und 24, 26,2 % zwischen 25 und 44, 32,9 % zwischen 45 und 64 und 14,4 65 Jahre oder älter. Von den Einwohnern waren 49,5 % Männer und 50,5 % Frauen.

## Persönlichkeiten
- Der Unternehmer und Erfinder Raymond Alvah Hanson (geboren 1923 in Spokane) wuchs in Palouse auf.
- Der Geograph Donald W. Meinig wurde 1924 in Palouse geboren.[7]
- Der American-Football-Trainer Mouse Davis wurde 1932 in Palouse geboren.